# Grandville (Aube)
Grandville ist eine französische Gemeinde mit 87 Einwohnern (Stand: 1. Januar 2022) im Département Aube in der Region Grand Est; sie gehört zum Arrondissement Troyes und zum Kanton Arcis-sur-Aube. 

## Geografie
Grandville liegt etwa 40 Kilometer nordnordöstlich von Troyes. Im Nordosten liegt der Militärübungsplatz Camp de Mailly. Umgeben wird Grandville von den Nachbargemeinden Dosnon im Norden und Westen, Lhuître im Süden und Osten sowie Le Chêne im Südwesten.

## Bevölkerungsentwicklung
| Jahr                       | 1962 | 1968 | 1975 | 1982 | 1990 | 1999 | 2006 | 2011 | 2018 |
| Einwohner                  | 114  | 108  | 73   | 63   | 84   | 86   | 91   | 111  | 93   |
| Quellen: Cassini und INSEE |      |      |      |      |      |      |      |      |      |

## Sehenswürdigkeiten
- Kirche Saint-Martin, Monument historique seit 1913

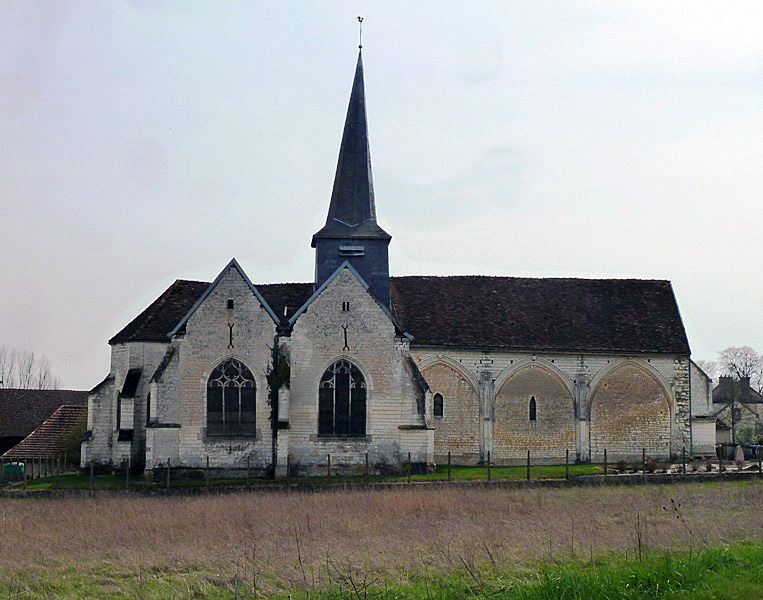
Kirche Saint-Martin